# Michael Schuster (právník)
Michael Schuster (7. dubna 1767 Praha – 20. března 1834 Praha) byl česko-německý právník, advokát, vysokoškolský učitel a rektor Karlo-Ferdinandovy univerzity.

## Život

### Mládí
Narodil se jako syn vysokoškolského učitele Josefa Antona Schustera (1720–1797), který vyučoval na pražské univerzitě jako profesor přirozeného a trestního práva. Navštěvoval školy v Praze a poté studoval filozofii a práva na pražské univerzitě. 14. května 1790 získal doktorát z filozofie a práv, následně se po složení předepsané zkoušky u českého odvolacího soudu stal advokátem.

### Pedagogická činnost
Od roku 1794 vypomáhal na univerzitě svého otce, který zde předtím 40 let vyučoval. 26. září 1796 jmenován řádným profesorem římského práva jako nástupce Josepha Große (1723–1796). V letech 1812/1813 a 1816/1817 byl zvolen děkanem Právnické fakulty a v letech 1821/1822 rektorem Karlo-Ferdinandovy univerzity a v následujícím roce prorektorem. Posléze se stal seniorem Právnické fakulty a přísedícím akademického senátu.

### Právnická činnost
V roce 1810, po rozsáhlé státní právní reformě a vydání Všeobecného občanského zákoníku byl prvním držitelem stolice rakouského občanského práva. Dekretem ze dne 3. září 1818 byl jmenován členem vládní rady.
Rovněž byl členem řady spolků a institucí: byl členem výboru Společnosti přátel vlasteneckého umění, Vlasteneckého muzea v Čechách, Spolku přátel umění církevní hudby, Spolku pro povzbuzení průmyslu v Čechách či čestným členem Asociace českých spořitelen.

### Úmrtí
Michael Schuster zemřel 20. března 1834 v Praze.

### Rodina
V roce 1792 se oženil s Annou (rozenou Eckel), s níž měl dvě dcery a dva syny, Edmunda a Heinricha, kteří se také stali právníky.

## Dílo
Po vydání Všeobecného občanského zákoníku se od roku 1811 věnoval jeho připomínkování. V roce 1819 vydal spis O stavebním právu, zákazu, užívání a neužívání úředních budov, dále o jednotlivých žánrech, vlastnictví a promlčení téhož (Über das Baurecht, Verbiethungsrecht, den Gebrauch und Nichtgebrauch der Dienstbaukeiten, dann über die einzelnen Gattungen, Ersitzung und Verjährung derselben), který byl v roce 1829 přeložen do italštiny pod názvem Del diritto di eriger fabbriche e del diritto di vietarle, dell' uso e non uso delle servitù. Jeho další pojednání vyšla mimo jiné v časopise Materials for Legal Studies and the Administration of Justice od Carla Josepha Pratobevery. Publikoval však především v časopise pro rakouskou právní vědu a politickoprávní studia Vincenze Augusta Wagnera.